# Egon Mühr
Egon Mühr (* 15. Dezember 1933 in Arnsberg-Neheim; † 11. Januar 2008 ebenda) war ein deutscher Oberkreisdirektor und Politiker der CDU.

## Leben und Beruf
Mühr hatte nach der mittleren Reife zunächst eine Maurerlehre absolviert, dann auf dem zweiten Bildungsweg die Hochschulreife erlangt und Rechts- und Staatswissenschaften in Berlin und Münster studiert. Nach erfolgreichem Abschluss des Studiums war er erst als Rechtsanwalt tätig und wechselte dann in die Bundeswehrverwaltung. Anfang 1972 begann er seinen Dienst beim ehemaligen Kreis Arnsberg, wo er 1973 zum Kreisdirektor gewählt wurde.
Nach der kommunalen Neugliederung war er als Dezernent beim Hochsauerlandkreis tätig. 1979 wurde er dort zum Kreisdirektor und 1986 zum Oberkreisdirektor gewählt. Dieses Amt leitete er bis zu seiner Pensionierung im Jahr 1995.
Von 1993 bis 2004 war Mühr Vorsitzender der Partnerschaftsvereinigung West Lothian – Hochsauerlandkreis, viele Jahre war er 2. Vorsitzender des SC Neheim und gehörte als Vorsitzender dem Kuratorium des Neheimer St.-Johannes-Hospitals an. 
Für seine besonderen Verdienste im ehrenamtlichen Bereich erhielt er 1991 das Bundesverdienstkreuz am Bande. Der Hochsauerlandkreis ehrte ihn 1995 mit dem Ehrenring.

## Politik
Mühr trat 1951 in die CDU ein und war dort lange Jahr Vorsitzender der Jungen Union im Kreis Arnsberg. Daneben war er Mitglied des Rates der ehemaligen Stadt Neheim-Hüsten und dort auch stellvertretender Bürgermeister und Vorsitzender der örtlichen CDU. Im Kreis Arnsberg war er einige Jahre Mitglied des Kreistages.
| Personendaten    | Personendaten                                |
| ---------------- | -------------------------------------------- |
| NAME             | Mühr, Egon                                   |
| KURZBESCHREIBUNG | deutscher Politiker (CDU), Oberkreisdirektor |
| GEBURTSDATUM     | 15. Dezember 1933                            |
| GEBURTSORT       | Arnsberg-Neheim                              |
| STERBEDATUM      | 11. Januar 2008                              |
| STERBEORT        | Arnsberg-Neheim                              |